# Karsko more
Karsko more je dio Arktičkog oceana koji se nalazi sjeverno od Sibira, između Barentsovog mora na zapadu i Laptevskog mora i otočja Severnaja zemlja na istoku. 
Sjeverna granica mora je linija koja spaja rt Kohlsaat (na otoku Grahama Bella u otočju Zemlja Franje Josipa) i Arktičkoga rta (na otoku Komsomolec u otočju Severnaja zemlja). 
Karsko more ima površinu od otprilike 880,000 km².